# ميشيل باريد
ميشيل باريد (بالإنجليزية: Michael Baird)‏ (1 أغسطس 1983 ببريزبان في أستراليا - ) هو لاعب كرة قدم أسترالي في مركز الهجوم. شارك مع منتخب أستراليا تحت 20 سنة لكرة القدم. أما مع النوادي، فقد لعب مع بينيسولا باور وروتشيدال روفرز وسنترال كوست مارينرز وكوينزلاند ليونز ونادي برث غلوري ونادي بريزبان رور ونادي سيدني أوليمبيك ويونيفرسيتاتيا كرايوفا وPSM Makassar ‏ ونادي جنوب ملبورن وبريزبان سترايكرز ‏ ونادي صباح وBonnyrigg White Eagles FC ‏.

## وصلات خارجية
- ميشيل باريد على موقع قاعدة بيانات كرة القدم.إي يو (الإنجليزية)
- ميشيل باريد على موقع Soccerway.com (الإنجليزية)